# 富春郡
富春郡（越南语：／）是越南顺化市下辖的一个郡。

## 地理
富春郡北接广田县，西接香茶市社，南接香水市社，东接顺化郡。

## 历史
2024年11月30日，越南国会通过决议，自2025年1月1日起，承天顺化省改制为中央直辖市顺化市；原省辖顺化市分设为顺化郡和富春郡，香寿社和香湖坊合并为隆湖坊，富春郡下辖安和坊、东巴坊、嘉会坊、香安坊、香龙坊、香初坊、香荣坊、金龙坊、隆湖坊、富厚坊、西禄坊、顺和坊、顺禄坊13坊。

## 行政区划
富春郡下辖13坊，郡人民委员会位于顺禄坊。
- 安和坊（Phường An Hòa）
- 东巴坊（Phường Đông Ba）
- 嘉会坊（Phường Gia Hội）
- 香安坊（Phường Hương An）
- 香龙坊（Phường Hương Long）
- 香初坊（Phường Hương Sơ）
- 香荣坊（Phường Hương Vinh）
- 金龙坊（Phường Kim Long）
- 隆湖坊（Phường Long Hồ）
- 富厚坊（Phường Phú Hậu）
- 西禄坊（Phường Tây Lộc）
- 顺和坊（Phường Thuận Hòa）
- 顺禄坊（Phường Thuận Lộc）